# Philippe Christophe de Lamotte-Guéry
Pour les articles homonymes, voir Christophe, Lamotte et Guéry (homonymie).
Philippe, baron Christophe de Lamotte-Guéry  (° 11 février 1769 - Nancy - † 28 avril 1848 - Versailles) était un militaire français des XVIIIe et XIXe siècles.

## Biographie
Depuis le 2 septembre 1792 jusqu'au 8 janvier 1793, Philippe Christophe servit comme aide de camp à l'armée du Rhin. Lieutenant au 9e régiment de hussards (plus tard 8e) le 9 janvier suivant, il devint capitaine et chef d'escadron le 8 juillet de la même année et le 18 floréal an II. Il lit à la même armée les campagnes de l'an II à l'an V.
Le 2 floréal an V, au second passage du Rhin, il exécuta, à la tête de 200 hussards, une brillante charge contre les cuirassiers autrichiens d'Anspach, s'empara d'une colonne d'équipages, de plusieurs chevaux de main, et des bagages du général Klinglin .
Passé au 12e régiment de cavalerie le 12 fructidor an VII, il suivit son corps aux armées du Danube et du Rhin, de l'an VII à l'an IX. Il se fit remarquer dans les journées des 10 et 11 frimaire an IX et, le 12 frimaire, à la bataille de Hohenlinden : il parvint, pendant le fort de l'action, à dégager un régiment de chasseurs poursuivi par la cavalerie ennemie, et enveloppa un régiment de dragons autrichiens, dont 150 furent tués ou pris.
Après la paix de Lunéville, le 12e régiment de cavalerie, devenu 12e de cuirassiers, tint garnison à Metz. C'est dans cette ville que le commandant Christophe reçut, sous la date du 6 frimaire an XII, le brevet de major, et celui de membre de la Légion d'honneur le 4 germinal suivant.
Il fit avec ce grade les guerres d'Autriche (an XIV), de Prusse (1806) et de Pologne (1807) à la Grande Armée.
Appelé à l'armée d'Espagne, et nommé colonel en second le 31 mars 1808, il commandait la cavalerie d'avant-garde de l'armée lorsqu'il fut fait prisonnier de guerre à Bailén par les insurgés espagnols, et conduit sur le ponton la Vieille-Castille, stationné dans la rade de Cadix.
C'est à lui que les prisonniers français durent leur évasion de cette prison flottante, entreprise qu'il dirigea avec autant de courage que d'habileté. La prise de Matagorda vint lui en fournir l'occasion. Par suite de l'occupation de ce fort, les avant-postes et les batteries françaises se rapprochèrent de Cadix, et purent au besoin porter secours aux pontons qui parviendraient à s'échapper. Un vent sud-ouest, qui s'éleva dans la journée du 15 mai 1810, était le signal qu'attendaient les captifs. Aussitôt la nuit venue, ils surprirent leurs gardiens, les désarmèrent, et les mirent à fond de cale ; coupant ensuite les câbles qui retenaient le bâtiment, ils se laissèrent aller à la dérive, après avoir fait des voiles avec leurs hamacs. Dès que les vaisseaux anglais et espagnols se furent aperçus du mouvement du ponton la Vieille-Castille, ils firent pleuvoir sur lui une grêle de bombes et de boulets ; plusieurs Français reçurent la mort au moment de recouvrer la liberté. En butte pendant toute la nuit du 15 au 16 au feu de l'ennemi et au caprice des flots, le ponton vint enfin s'échouer, dans la matinée du 16, sous les batteries françaises. L'opération du sauvetage dura sept heures, sous un feu d'artillerie des plus meurtriers; généraux, officiers et soldats, tous rivalisèrent de zèle, d'ardeur et de courage pour sauver ces nobles débris échappés à la plus dure captivité.
C'est à la suite de cette affaire qu'il passa colonel du 5e régiment de cuirassiers. Il fit à la tête de ce corps les campagnes de Russie (1812), de Saxe (1813) et de France (1814).
L'Empereur, qui l'avait nommé officier de la Légion d'honneur le 11 octobre 1812, lui conféra, le 26 février 1814, le titre de baron de l'Empire, et l'autorisa à ajouter à son nom celui de la Motte-Guéry.
(il se fit confirmer dans ce titre, par lettres patentes de Louis XVIII, du 6 juillet 1816).
Désigné sous la première Restauration (4 mai 1814), pour prendre le commandement du régiment des cuirassiers du roi (1er), il reçut la croix de Saint-Louis le 27 juin, et fut promu, le 29 juillet, commandant de la Légion d'honneur.
Le 29 août 1815, le gouvernement lui confia le commandement de la 23e légion de gendarmerie (Metz), d'où il passa, le 11 août 1816, à celui de la 11e (Limoges), et enfin au commandement de la gendarmerie de la ville de Paris. Il était à la tête de la 3e légion (Rouen) depuis le 20 mars 1820, lorsque, le 13 avril 1830, il cessa de faire partie du cadre d'activité de l'armée, et fut admis à la retraite avec le grade honorifique de maréchal-de-camp.
Il résida dès lors à Versailles (Seine-et-Oise) où il mourut le 28 avril 1848.

## Titres
- 1er Baron de Lamotte-Guéry et de l'Empire (lettres patentes du 26 février 1814, confirmé dans ce titre, par lettres patentes de Louis XVIII, du 6 juillet 1816)

## Décorations
- Légion d'honneur :
  - Légionnaire (4 germinal an XII), puis,
  - Officier (11 octobre 1812), puis,
  - Commandant de l'ordre royal de la Légion d'honneur (29 juillet 1814) ;
- Ordre royal et militaire de Saint-Louis :
  - Chevalier (27 juin 1814).

## Vie familiale
Fils aîné de Nicolas-Denis Christophe ( ✝ vers le 12 décembre 1815 - Nancy), avocat à la Cour, conseiller et échevin de Nancy, lieutenant général de police en survivance des ville et faubourgs de Nancy et de Thérèse Marie Biot de Lambinet (14 octobre 1750 - Bulgnéville (Vosges) ✝ 9 juillet 1776 - Nancy), Philippe épousa, le 10 pluviôse an III, Louise Félicité Anne de Monfrabeuf (20 février 1771 - Thénorgues (Ardennes) ✝ 10 mars 1830 - Rouen), fille de Louis de Monfrabeuf, dont il eut:
- Charles Denis Auguste (19 novembre 1795 - au château des Petites-Armoises (Ardennes) ✝ 24 janvier 1873 - près de Sedan), 2e baron de Lamotte-Guéry, capitaine de cavalerie, chevalier de la Légion d'honneur, marié, en 1835, avec Louise Félicité Virginie Damien ( ✝ 2 janvier 1874), dont :
  - Philippe Albert (16 octobre 1838), 3e baron de Lamotte-Guéry, lieutenant d'infanterie (1870-1871), marié le 2 mars 1862 avec Marie Mathilde de Cayla, dont :
    - un fils ;
- Nicolas Edouard (1800 ✝ 31 janvier 1843 - Paris), avocat, chef de bureau au ministère des Finances, officier de la Légion d'honneur, marié, en 1828 à Paris, avec Caroline de Forceville (sans hoirs).

Veuf, Philippe épousa, le 25 mai 1831 à Versailles, Marie Geneviève Delahaye (née le 26 août 1771 à Nanterre) : mariage sans postérité.
Il se trouvait donc être le beau-frère du général Antoine Giraud, époux de Louise-Charlotte-Alexis de Monfrabeuf, la sœur de sa femme.
Il est également cousin de Louis-Emmanuel Regnault de Montgon, commandant dans les armées impériales, gouverneur de Cologne, conseiller général des Ardennes, né à Montgon et ayant vécu à Harricourt (Ardennes). En effet, la mère de Louis Emmanuel est Marie Suzanne Thiboust de Berry des Aulnois, et celle de l'épouse d'Antoine Giraud, est Marie-Francoise Thiboust de Berry des Aulnois. Elles étaient toutes deux sœurs.

## Armoiries
| Figure | Blasonnement |
|        | Armes du baron de Lamotte-Guéry et de l'Empire Coupé, au I, parti d'or au lion contourné de sable et du quartier des Barons militaires de l'Empire ; au II d'azur à la redoute d'or mouvant du canton dextre de la pointe, sommée d'une batterie du même tirant de sable et de gueules sur un cuirassier à cheval aussi d'or venant de senestre et chargeant le sable à la main. |